# بیایید عاشق شویم (فیلم ۱۹۹۴)
بیایید عاشق شویم (به هندی: Aao Pyaar Karen) فیلمی محصول سال ۱۹۹۴ و به کارگردانی راویندا پیپات است. در این فیلم بازیگرانی همچون سیف علی خان، شیلپا شتی، سومی علی، پریم چوپرا، گلشن گروور، موکش خانا، هیمانی شیوپوری، تیکو تالسانیا ایفای نقش کرده‌اند.